# Најстарији људи у Црној Гори
Ово је списак најстаријих људи који икада живели или тренутно живе на подручју Црне Горе укључујући и црногорске суперстогодишњаке (људе који су живели више од 110 година).
- Најстарија особа у историји Црне Горе, била је Фахрија Мучић (1902—2012) која је умрла у доби од 109 година и 346 дана.
- Најстарији мушкарац у историји Црне Горе био је Божо Чоловић (1909—2018) који је умро у доби од 109 година и 333 дана.[1]
- Најстарија жива особа у Црној Гори тренутно је непозната, последња која је држала ту титулу била је Радуша Ивановић.

## Најстарији људи у историји Црне Горе (106+)
Умрли       Живи
| Место | Име                | Пол | Датум рођења        | Датум смрти        | Старост              |
| ----- | ------------------ | --- | ------------------- | ------------------ | -------------------- |
| 1     | Фахрија Мучић      | Ж   | 5. септембар 1902.  | 16. август 2012.   | 109 година, 346 дана |
| 2     | Божо Чоловић       | М   | 7. јануар 1909.     | 6. децембар 2018.  | 109 година, 333 дана |
| 3     | Јока Јаничић       | Ж   | 30. новембар 1893.  | 16. октобар 2003.  | 109 година, 320 дана |
| 4     | Крсто Војводић     | М   | 13. септембар 1906. | 20. новембар 2015. | 109 година, 70 дана  |
| 5     | Васиљка Шћепановић | Ж   | 7. мај 1909.        | 4. мај 2018.       | 108 година, 362 дана |
| 6     | Божана Мандалинић  | Ж   | 14. јануар 1912.    | 11. мај 2020.      | 108 година, 118 дана |
| 7     | Душан Стојовић     | М   | 22. фебруар 1900.   | 1. јул 2007.       | 107 година, 129 дана |
| 8     | Зорка Чукић        | Ж   | 29. новембар 1894.  | 27. новембар 2001. | 106 година, 363 дана |
| 9     | Милева Томовић     | Ж   | 12. јун 1916.       | 14. март 2023.     | 106 година, 275 дана |
| 10    | Петар Грујић       | М   | 10. новембар 1914.  | 16. мај 2021.      | 106 година, 187 дана |
| 11    | Јела Мијушковић    | Ж   | 14. фебруар 1913.   | 16. фебруар 2019.  | 106 година, 2 дана   |

## Најстарији Црногорски емигранти (106+)
Умрли       Живи
| Место | Име                     | Пол | Датум рођења        | Датум смрти       | Старост              | Место смрти/Пребивалиште |
| ----- | ----------------------- | --- | ------------------- | ----------------- | -------------------- | ------------------------ |
| 1     | Зенепе Пиранић          | Ж   | 10. мај 1910.       | 5. јул 2021.      | 111 година, 56 дана  | Албанија                 |
| 2     | Јован Јовановић         | М   | 16. септембар 1906. | 1. октобар 2016.  | 110 година, 15 дана  | Босна и Херцеговина      |
| 3     | Раде Грујичић           | М   | 15. фебруар 1900.   | 4. децембар 2007. | 107 година, 292 дана | Србија                   |
| 4     | Даница Булатовић        | Ж   | 17. август 1917.    | Жива је           | 107 година, 278 дана | Србија                   |
| 5     | Хајрудин Абдурахмановић | М   | 1. октобар 1857.    | 25. март 1965.    | 107 година, 175 дана | Босна и Херцеговина      |